# Тейковский хлопчатобумажный комбинат
«Тейковский хлопчатобумажный комбинат» — одно из старейших текстильных предприятий Ивановской области, основанное в XVIII веке.
До революции 1917 года была одним из самых крупных предприятий Иваново-Вознесенского текстильного региона.

## Ситценабивное производство
Ручное ситценабивное производство, положившее начало этому предприятию было основано в 1787 году купцом Петром Семеновичем Каретниковым, выходцем из старинного московского купеческого рода. После его кончины дело продолжил его сын Иван Петрович, а затем внук, Иван Иванович Каретников. В 1835 году на выставке в Москве фабрика Каретниковых впервые была отмечена серебряной похвальной медалью «За весьма обширное производство ситцев прочных красок и умеренные цены, занятие более 3 тысяч рабочих и прилагаемые о них попечения».
В 1840 году на предприятии были установлены первые паровые двигатели.
В 1850 году началось масштабное переоборудование предприятия.
С 1850 по 1858 год при набивном деле были выстроены новые корпуса бумагопрядильной и ткацкой отделений фабрики, оснащенные английскими машинами «Платт».

## Товарищество мануфактур «А. Каретникова с сыном»
В 1853 году вдова С. И. Каретникова, ― Александра Дмитриевна Каретникова вместе с сыном, почетным потомственным гражданином, мануфактур-советником Василием Степановичем Каретниковым учредили Торговый дом «Александра Каретникова с сыном».

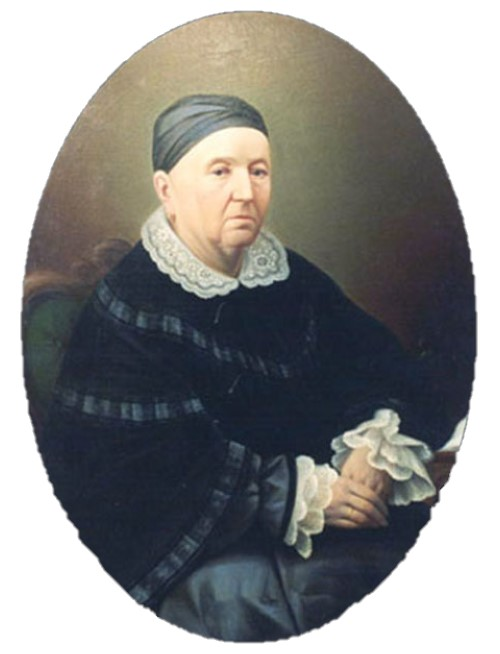
Александра Дмитриевна Каретникова

Встав во главе предприятия после смерти матери, в 1876 году Василий преобразовал торговый дом в паевое товарищество. Одним из первых в Иваново-Вознесенском промышленном районе учредил при ситцевом отделении химико-аналитическую лабораторию. В 1891 году Товарищество приняло участие в специализированной Среднеазиатской выставке в Москве, где ткани фабрики удостоились золотой медали.
В конце XIX века — начале XX века происходит строительство новых фабричных зданий и реконструкция существующих.
В 1881—1882 годы выстроили новый граверный корпус, где на первом этаже хранились валы, а на втором размещалась мастерская.
В 1882—1883 годы появилось новое помещение для паровой машины на прядильно-ткацкой фабрике.
В 1889 году выстроили новый красильный корпус и сделали пристройку к отбельному корпусу.
В 1895 году на красильно-отделочном корпусе надстроили 2-й этаж.
В 1891 году появилось здание палилки, в 1893—1894 гг. построили пристройку к ткацкой фабрике. В 1898—1899 гг. — построили новый двухэтажный печатный корпус и пристройку к отбельному корпусу.

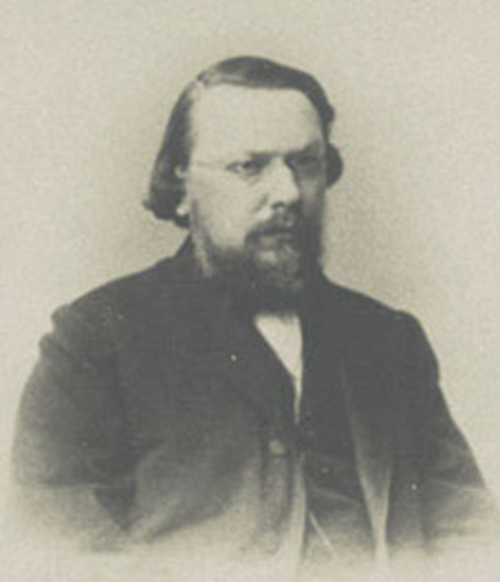
Василий Степанович Каретников

В 1900 году разработали проект нового прядильного корпуса.

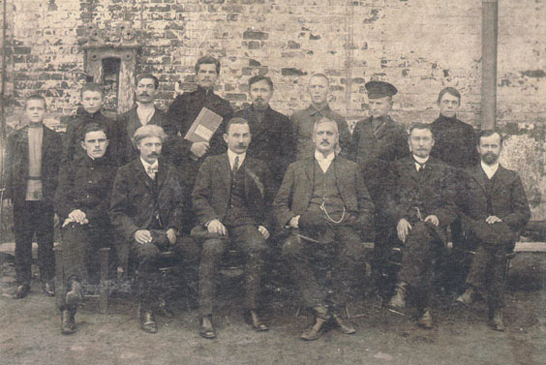
Служащие товарищества мануфактур «А. Каретникова с сыном»

В 1902—1903 гг. выстроили новую котельную прядильного корпуса и электростанцию.
В 1903 году на фабрике произошёл пожар, результате чего сгорела старая прядильная и ткацкая фабрики. Убыток составил 400 тысяч рублей. Восстановление продолжалось долгие годы. В 1904 году предприятие сработало с огромным убытком в 600 тысяч рублей. Фабрика оказалась на грани закрытия, тогда привлекли иностранный капитал. Кредиторы согласились отсрочить уплату долга на пять лет, но потребовали ввести в правление своих представителей — Карла Карловича Арно и Романа Ивановича Прове, оставив одно место за Иваном Васильевичем Каретниковым.
В 1906 году Иван Каретников умирает.
В 1907—1908 гг. выстроили центральную электростанцию и котельную.
К 1917 году основной капитал фирмы составлял 6 миллионов рублей, на фабрике трудились около 6,5 тыс. рабочих.
После революции 1917 года хозяином на предприятии стал фабком, без согласия которого администрация не могла распоряжаться средствами. Экономические связи были нарушены, наступил кризис. Предприятие Каретниковых было национализировано в 1918 году.
Предприятие возобновило работу в 1920 году.

## Тейковская мануфактура
В 1921 году предприятие, как одно из крупнейших в области, под названием «Тейковская мануфактура» вошло в состав Иваново-Вознесенского государственного текстильного треста. В этот период на предприятии проводили небольшие работы по реконструкции корпусов.
После ликвидации треста в 1931 году предприятие стало называться «Тейковский хлопчатобумажный комбинат».

## Тейковский хлопчатобумажный комбинат

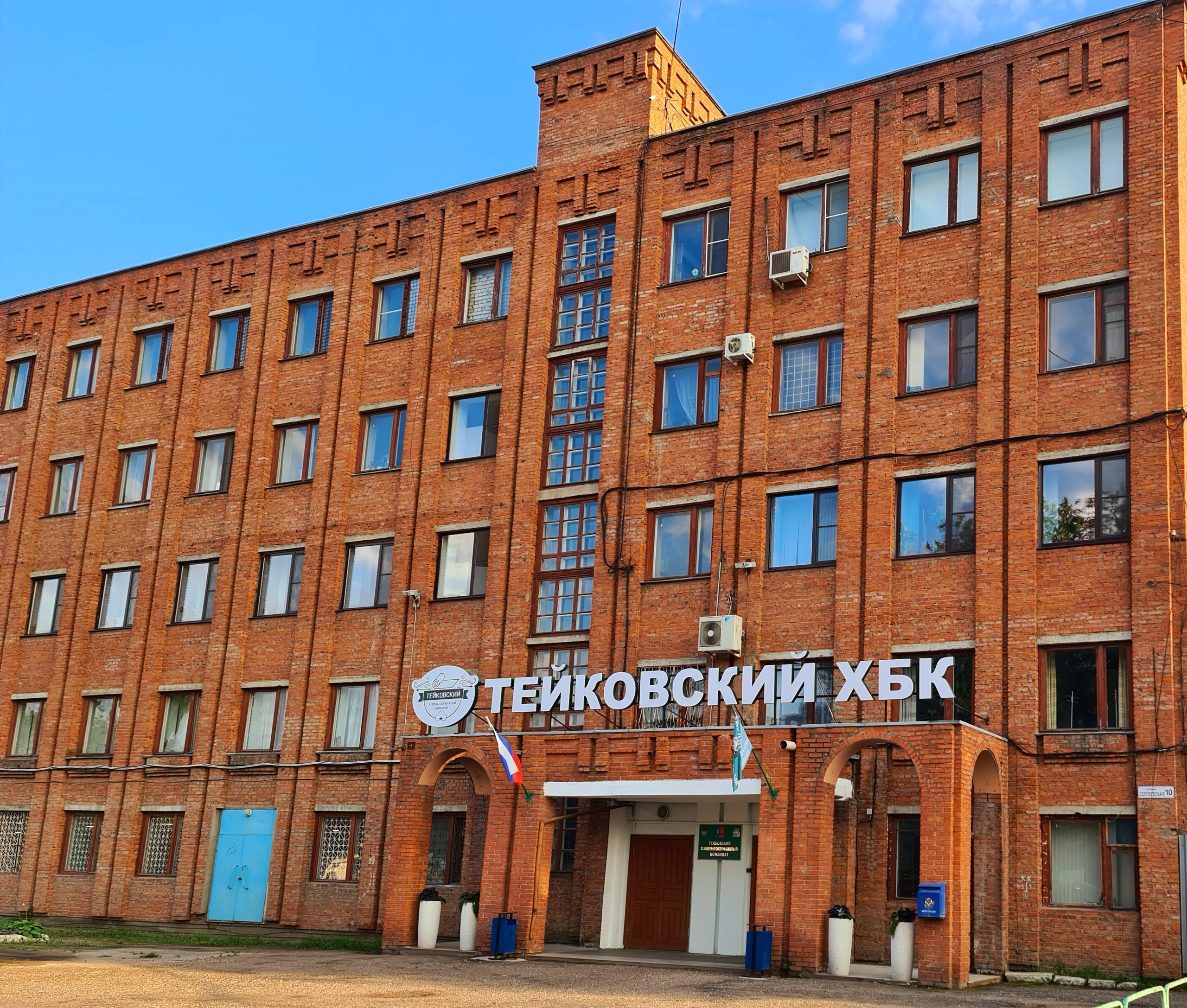
Административный корпус Тейковского ХБК

Активное строительство на территории комбината проводилось в 1980-е годы.
В 1980 году появился новый ткацкий, в 1986 году — новый прядильный, в 1984—1987 гг. — административно-бытовой корпуса.
В 1990-е годы на базе предприятия было организовано ОАО «Тейковский хлопчатобумажный комбинат».
С 2013 года владельцем комбината является ООО «ИвМашТорг».
По уровню капитализации комбинат входит в число крупнейших предприятий отрасли. В активах комбината находятся ткацкая фабрика, две отделочные фабрики, две швейные фабрики, дизайн-центр, оснащенные новейшим оборудованием.

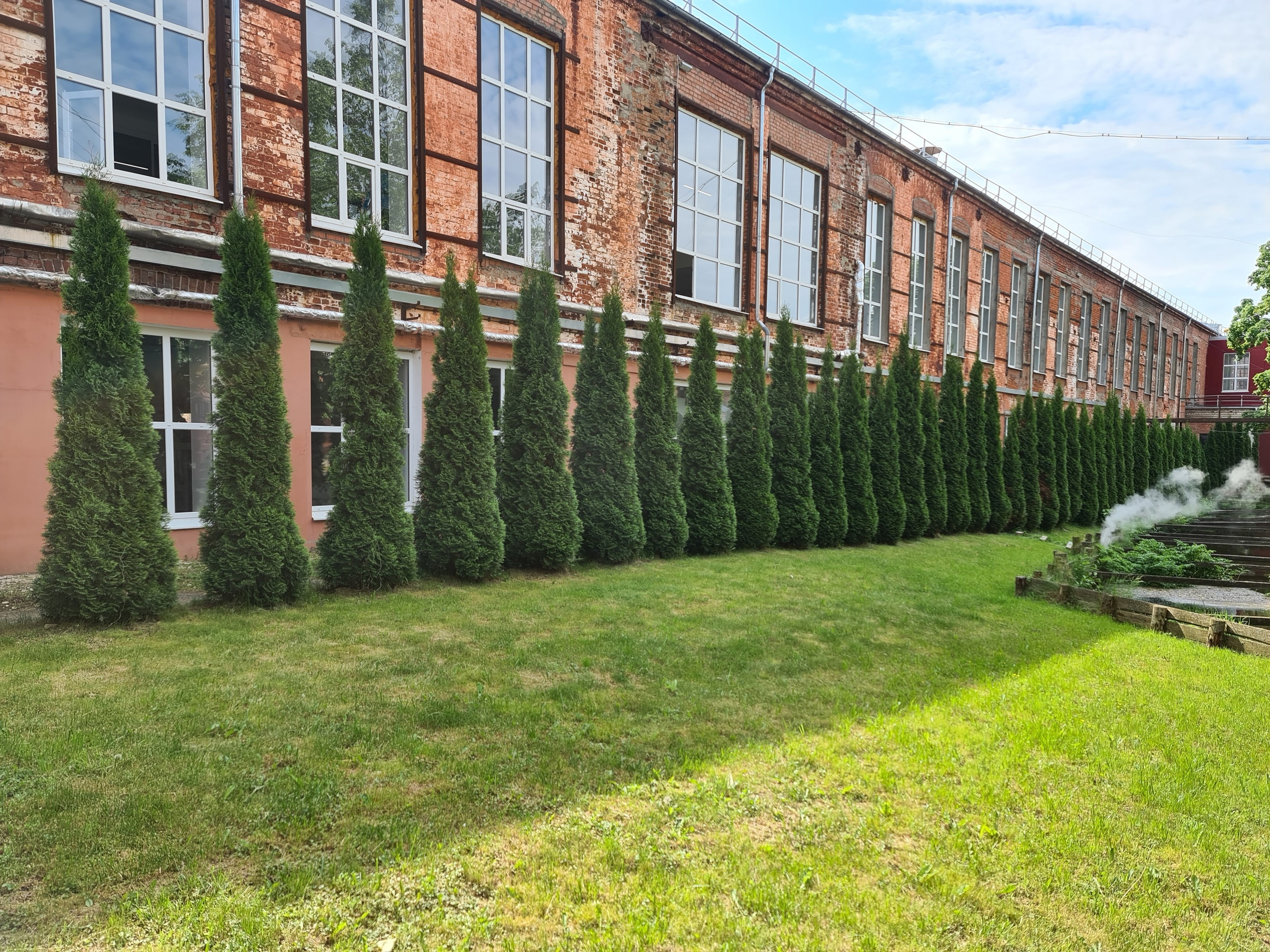
Один из исторических корпусов комбината